# ボナヴェントゥーラ・ベルリンギエーリ

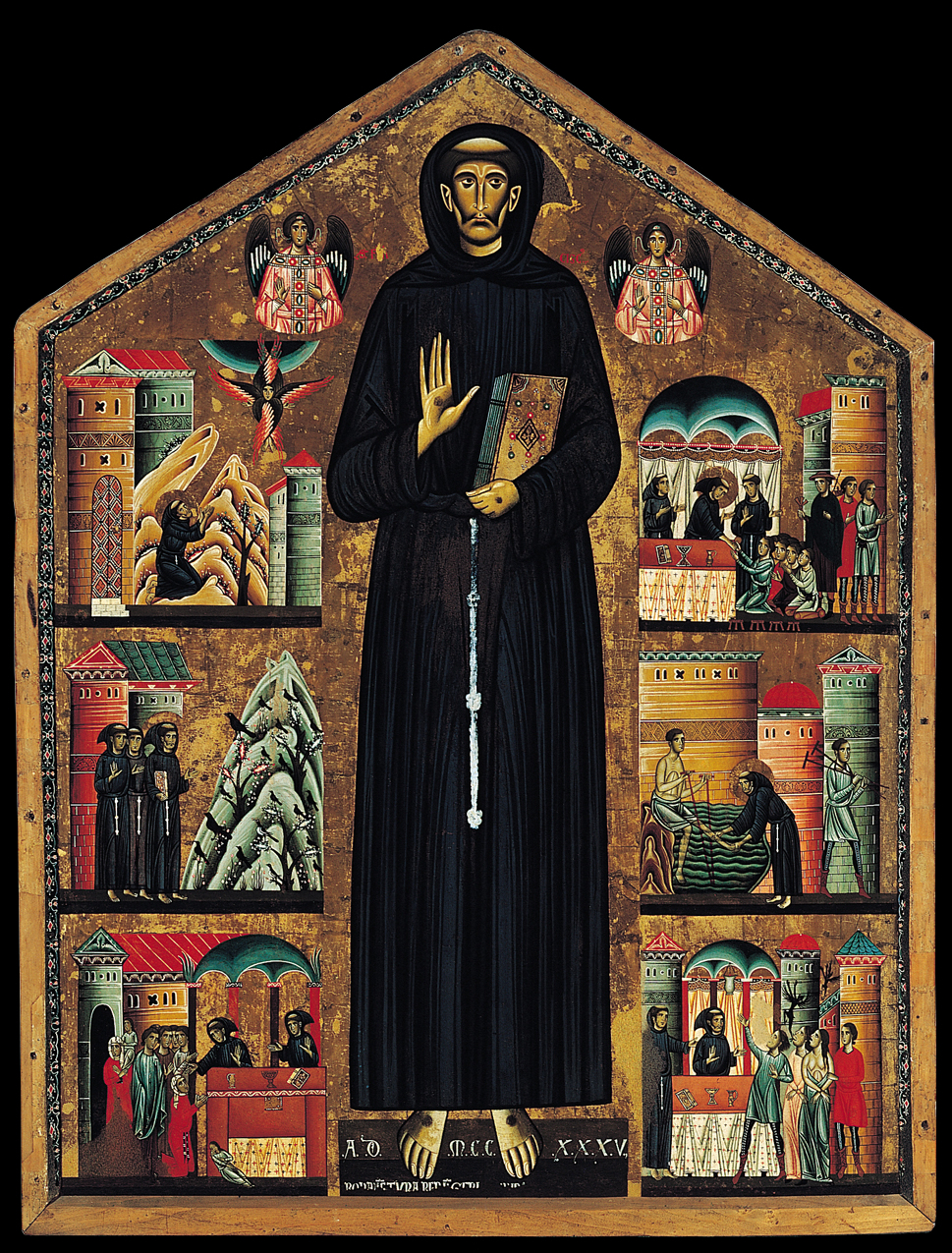
1235年『聖フランチェスコとその生涯 (ペーシャ祭壇画)』
この祭壇衝立は、従来の横長の形から縦長に変えることによって中央の聖人を強調し、「聖人と伝記」の板絵形式を一新した。描かれた奇跡の絵物語は「聖痕」、「小鳥への説教」、「女の子の治癒」、「ナルニのバルトロメオの痛風の治癒」、「悪魔祓い」などから成っている。

ボナヴェントゥーラ・ベルリンギエーリ (伊: Bonaventura Berlinghieri、1228年から74年)は、ゴシック期の宗教画家である。イタリア・ルッカ出身でベルリンギエーリを父、ベルリンギエーリ男爵とマルコ・ベルリンギエーリを兄弟に持った。
彼は1235年と1244年に数点の祭壇画を手がけ、中でもアッシジのフランチェスコの生涯を描いたものが有名である。木板にテンペラでかかれ、中世ギリシャ風のイタロ・ビザンチン様式をとっている。聖痕と聖人の人生からのいくつかの場面を描いているこの作品は現在ペーシャの聖フランチェスコ教会 (ペーシャ)内で見ることができる。
ルッカの Via B. Berlinghieri は彼らにちなんで名付けられた。

## 情報
- Bryan, Michael (1886). Robert Edmund Graves. ed. Dictionary of Painters and Engravers, Biographical and Critical (Volume I: A-K). York St. #4, Covent Garden, London; Original from Fogg Library, Digitized May 18, 2007: George Bell and Sons. pp. 118
- Kleiner, Fred (2010). Gardner's Art Through the Ages, Thirteenth Edition, Volume 2. Boston, USA: Wadsworth. pp. 378. ISBN 0-495-57364-7